# بیمارستان دکتر کاریادی
بیمارستان دکتر کاریادی (به لاتین: Dr. Kariadi Hospital) یک بیمارستان در اندونزی است که در سمارانگ واقع شده‌است.